# Định lượng
Khi xác định mật độ khối lượng theo diện tích của vật liệu mỏng, người ta dùng khái niệm định lượng, được định nghĩa bằng khối lượng của tấm vật liệu đó với diện tích của một đơn vị diện tích chuẩn. Nó được đo bằng thương số giữa khối lượng vật liệu trên một đơn vị đo diện tích (ví dụ theo đơn vị đo g/m² tức gsm).
Ví dụ: người ta hay nói giấy 70g/m², 80g/m²..., bên tiếng Anh có từ tương ứng là grammage. Ngoài ra, người ta còn dùng cụm từ basis weight để chỉ trọng lượng của một tập giấy chuẩn, bao gồm 500 (đôi khi là 1000) tờ giấy đồng đều bằng nhau, có kích thước tuân theo một quy định nhất định nào đó.

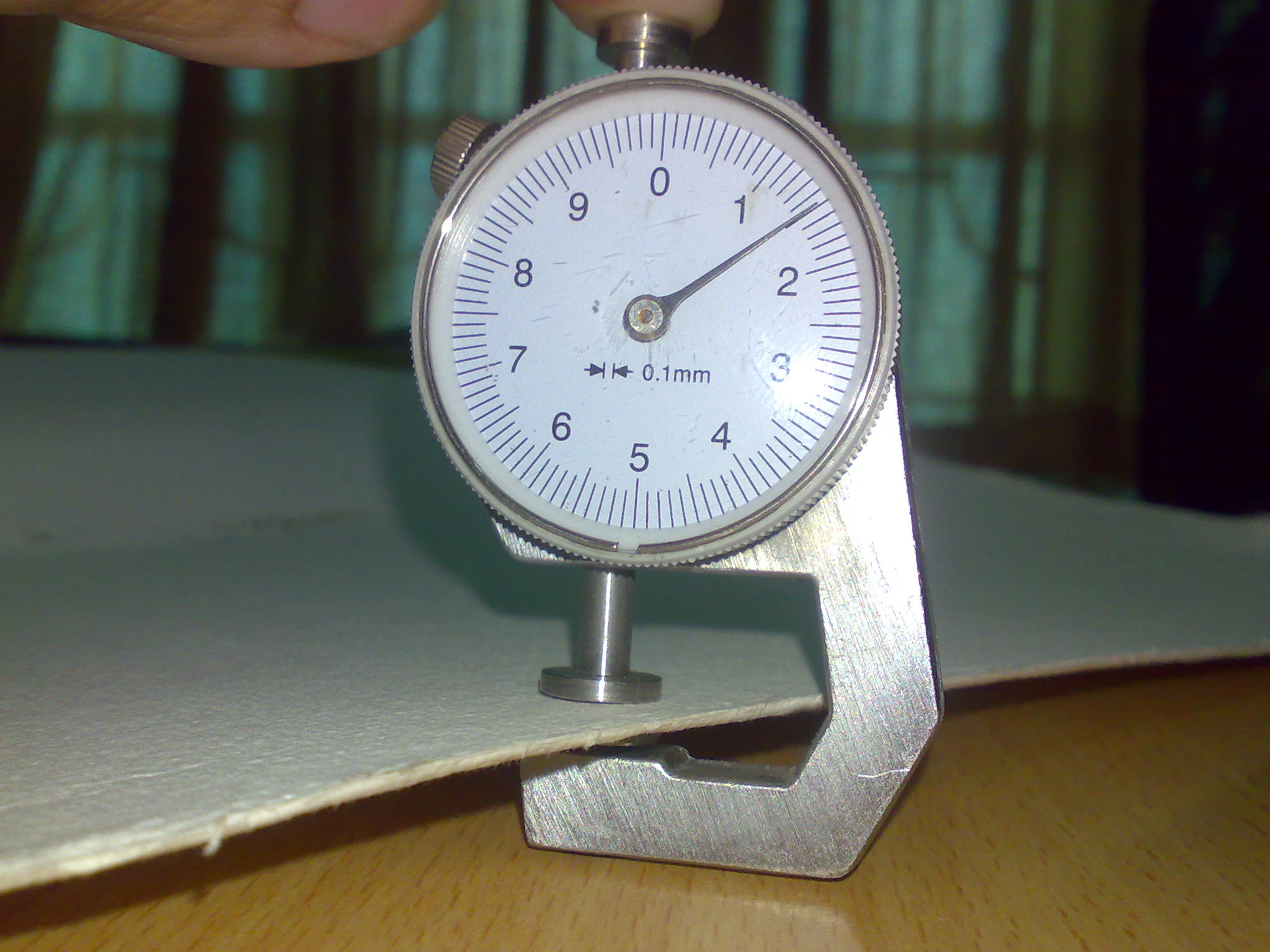
Loại giấy bìa dày 1,4mm

Với các loại giấy dày, người ta sử dụng đơn vị đo chiều dày để so sánh.
Định lượng thường tỷ lệ thuận với độ dày và khối lượng riêng, nhưng không phải là phản ánh chính xác so sánh độ dày. Giấy cuse định lượng 180gsm có thể mỏng hơn giấy woodfree 160gsm.

## Phương pháp xác định định lượng

### Điều kiện
Giấy và các vật cần đo phải được đặt trong môi trường chuẩn:
- Môi trường chuẩn:
  - Độ ẩm tương đối: 50+/-2%
  - Nhiệt độ: 23+-/1°C
  - Độ cao so với mặt nước biển: ≤ 300 mét
  - Gió: không quá 1 mét/giây
  - Ánh sáng: tránh những nơi có phát ra các nguồn hồng ngoại, tử ngoại

Giấy phải được đặt trong môi trường chuẩn một khoảng thời gian đủ để nhiệt độ, độ ẩm của giấy và môi trường cân bằng, ít nhất là 24 giờ

### Mẫu
Mẫu để đo phải đạt độ đồng đều tương đối về độ dày, về phân bổ khối lượng riêng, về nhiệt độ, độ ẩm tại các vị trí khác nhau (trên tờ giấy và giữa các tờ giấy với nhau).

### Thiết bị đo

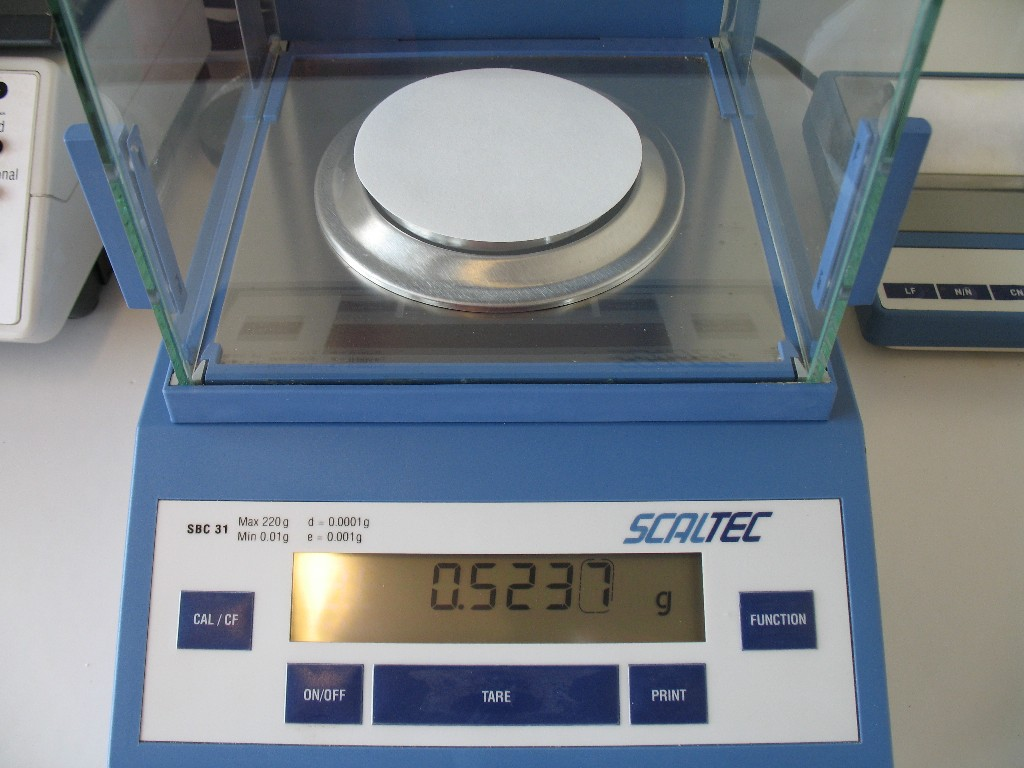
Cân Scaltec có sai số 0.001~0.0001g
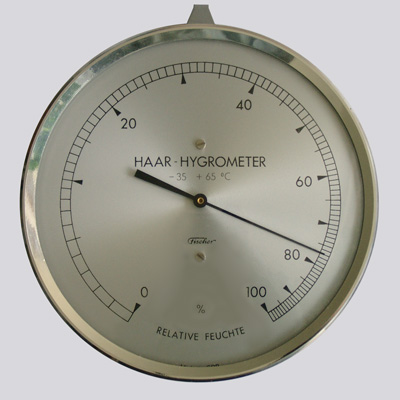
Ẩm kế Haar của Đức
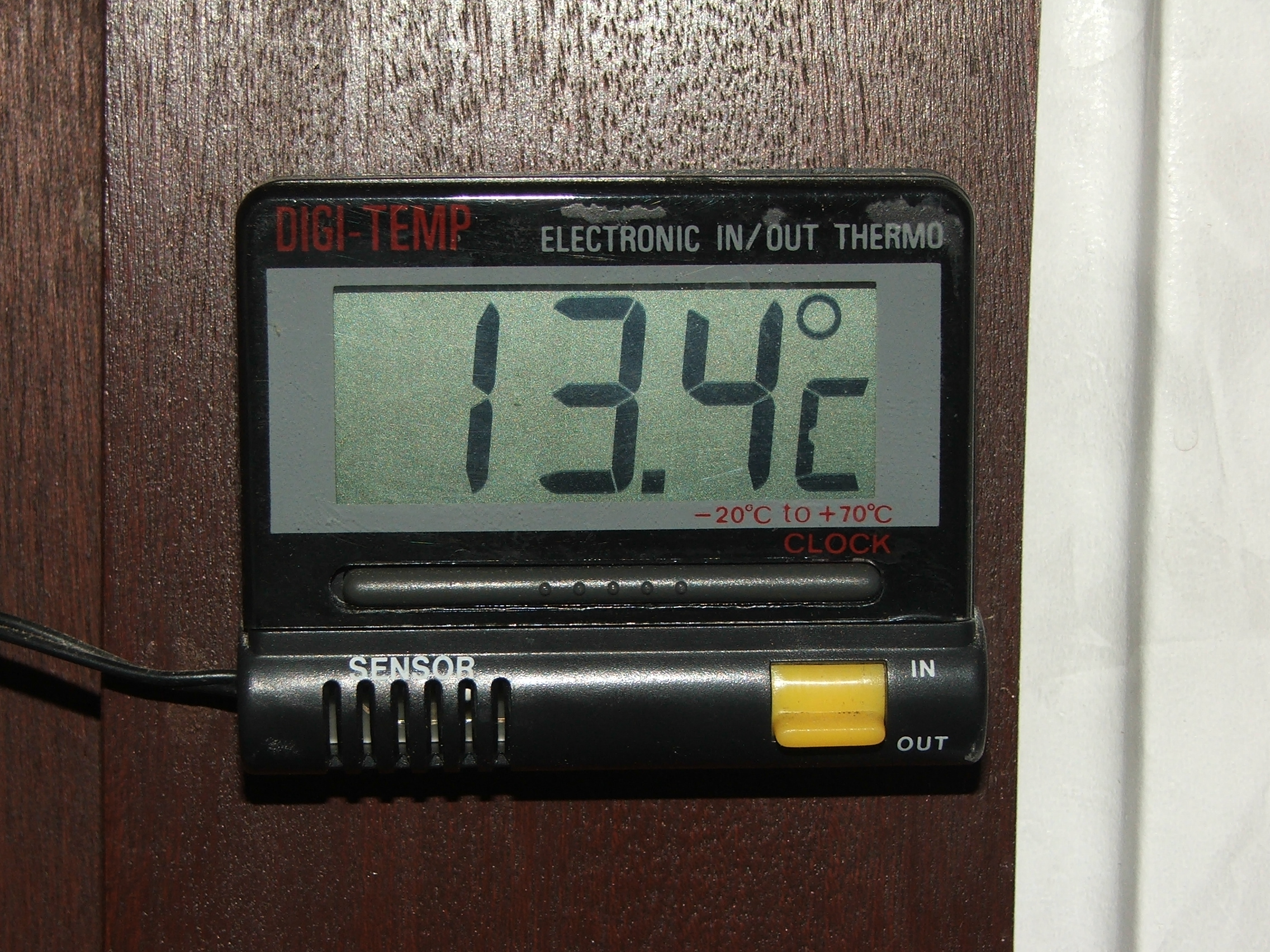
Nhiệt kế kỹ thuật số

- Dao cắt mẫu phải chính xác, có sai số ± 1% diện tích cắt cần thiết
- Khuôn cắt mẫu có dạng hình chữ nhật hoặc tròn
- Cân có sai số cho phép ± 0,5% và độ nhạy ± 0,2% khối lượng thật của vật cần cân
- Ẩm kế có khả năng đo được độ ẩm không khí chính xác tới ±1%
- Nhiệt kế phải được chia độ chính xác tới 0,2 °C

### Điều hoà kết quả
Kết quả đo được tính theo công thức
{\displaystyle g={\frac {m}{A}}*10000}
trong đó:
g: định lượng tính bằng g/m²
m: khối lượng đo tính được của một mẫu thử tính bằng gam
A: diện tích mẫu thử tính bằng cm²
Kết quả lấy đến ba chữ số có nghĩa. Độ chính xác của phép đo được xác định qua độ lập lại (cùng một mẫu thử, cùng một người thao tác, trên cùng một máy đo trong cùng một phòng thí nghiệm) và độ tái lập giữa các phòng thí nghiệm (cùng một mẫu thử, được thực hiện trong các phòng thí nghiệm khác nhau)

## Đơn vị
- Gam trên mét vuông là đơn vị đo theo chuẩn quốc tế ISO
- Tại các nước sử dụng đơn vị đo theo tiêu chuẩn Mỹ, người ta sử dụng pound trên inch vuông

{\displaystyle {\begin{array}{lcl}1\ \mathrm {lb} &\equiv &453.59237\ \mathrm {g} \\1\ \mathrm {in} &\equiv &0.0254\ \mathrm {m} \\&\therefore &\\1\ {\frac {\mathrm {lb} }{\mathrm {in^{2}} }}&=&{\frac {\mathrm {453.59237} }{\mathrm {0.00064516} }}{\frac {\mathrm {g} }{\mathrm {m^{2}} }}\\&\approx &703,069.58{\frac {\mathrm {g} }{\mathrm {m^{2}} }}\end{array}}}